# Forêt d'Ombrée
La forêt d'Ombrée est une forêt située à 12 kilomètres à l'ouest de Segré dans le département de Maine-et-Loire.
D'une superficie d'environ 1200 hectares, la forêt est située sur cinq communes : Combrée (et Bel-Air de Combrée), Bourg-l'Évêque, Vergonnes, Grugé-l'Hôpital et La Chapelle-Hullin. À l'orée de la forêt, au bord de l'axe Rennes-Angers (RD775), se trouve l'ancienne gare de Combrée devenue la Zone d'Activité de Combrée.
La zone est classifiée Zone naturelle d'intérêt écologique, faunistique et floristique (ZNIEFF) de type 2.

## Géographie
Sur la totalité du massif forestier, 90 hectares appartiennent à la commune de Combrée. Le reste est un domaine privé.

## Histoire
Une partie de la forêt actuelle fut exploitée au XIXe et au XXe siècle par des exploitations ardoisières. Les vestiges de ces exploitations sont toujours visibles.

## Biodiversité
331 espèces végétales, 257 espèces animales et 43 espèces d'insectes ont été recensées par la LPO Anjou en 2014.
On trouve notamment
- Faune : Mésange Charbonnière, Serin Cini ;
- Flore : Pin de Corse, Fougères, Saule Marsault, Bourdaine.